# Flamenco mới
Flamenco mới (tiếng Anh: New flamenco hay tiếng Tây Ban Nha: nuevo flamenco) đồng nghĩa với nhạc flamenco hiện đại phát xuất từ nhạc flamenco cổ điển. Nó phối hợp flamenco guitar chơi độc tấu với musical fusion. Jazz, rumba, bossa nova, Gypsy, Latin, Middle Eastern, rock, Cuban swing, tango và salsa đã được trộn lẫn với flamenco bởi nhiều nhạc sĩ khác nhau tạo ra một âm điệu mới.
Nhạc cổ điển flamenco hầu như trong các thập niên 1950 và 1960 đã được thay thế bởi rock-and-roll. Các nghệ sĩ như Camarón de la Isla vẫn chơi flamenco trong thời gian đó đã pha thêm những âm điệu mới vào. Tuy nhiên phải chờ đến thập niên 1980 nó mới sống động trở lại với các nghệ sĩ như Paco de Lucía, Pata Negra, Ketama, và với các nghệ sĩ kiểu mainstream sau này, như The Gipsy Kings. Các nghệ sĩ hòa hợp nó với các loại nhạc khác bao gồm jazz và salsa. Mặc dù hòa trộn với các loại nhạc khác, nó vẫn dựa trên nhạc flamenco cổ điển mà các nghệ sĩ đã lớn lên với nó. Một số các nhạc sĩ khác như Ottmar Liebert. được cho là chơi loại nhạc này cũng như cặp Strunz & Farah, trong một cuộc phỏng vấn với tạp chí Guitar Player, phản đối mạnh mẽ là nhạc của họ là một loại nhạc flamenco, mặc dù công nhận là có bị ảnh hưởng.

### Information
- Good history of Flamenco, from beginnings to the new.
- Talks about qualities of New Flamenco and some of its artists.
- Discussion of "Gypsy Music", which includes artists central to new flamenco.

### Nhạc sĩ
- Alex Fox - Guitars On Fire - The Alex Fox Band Official Website Lưu trữ ngày 2 tháng 12 năm 2018 tại Wayback Machine
- Antonio Cobo's Catalog - Record label Alcione Music Entertainment Official Website
- Carlos Villalobos / La Esperanza - Alistar Records Official Website
- Austin & Owens The Neo Flamenco Duo Official Website Lưu trữ ngày 19 tháng 7 năm 2013 tại Wayback Machine
- Jose Luis Encinas Official Website
- Luis Villegas Official Website
- Luna Blanca Official Website
- Mat Brooker nuevo flamenco official Website Lưu trữ ngày 8 tháng 5 năm 2014 tại Wayback Machine
- Paco De Lucia Official Website
- Tomatito Official Website
- Vincente Amigo Official Website Lưu trữ ngày 2 tháng 2 năm 2011 tại Wayback Machine